# Thaumaturgie
Thaumaturgie (griech. θαυματουργός „Wundertäter“, zu θαῦμα „Wunder“ und ἔργον „Arbeit“) oder Wundertätigkeit bedeutet so viel wie das Vermögen, Wunder bewirken zu können. Thaumaturg ist der Beiname mehrerer griechischer Heiliger, zum Beispiel von Nikolaus dem Wundertäter. Ganz allgemein werden damit auch Wunder bewirkende Menschen bezeichnet. Die Thaumatologie ist in der Theologie die Lehre von den Wundern.

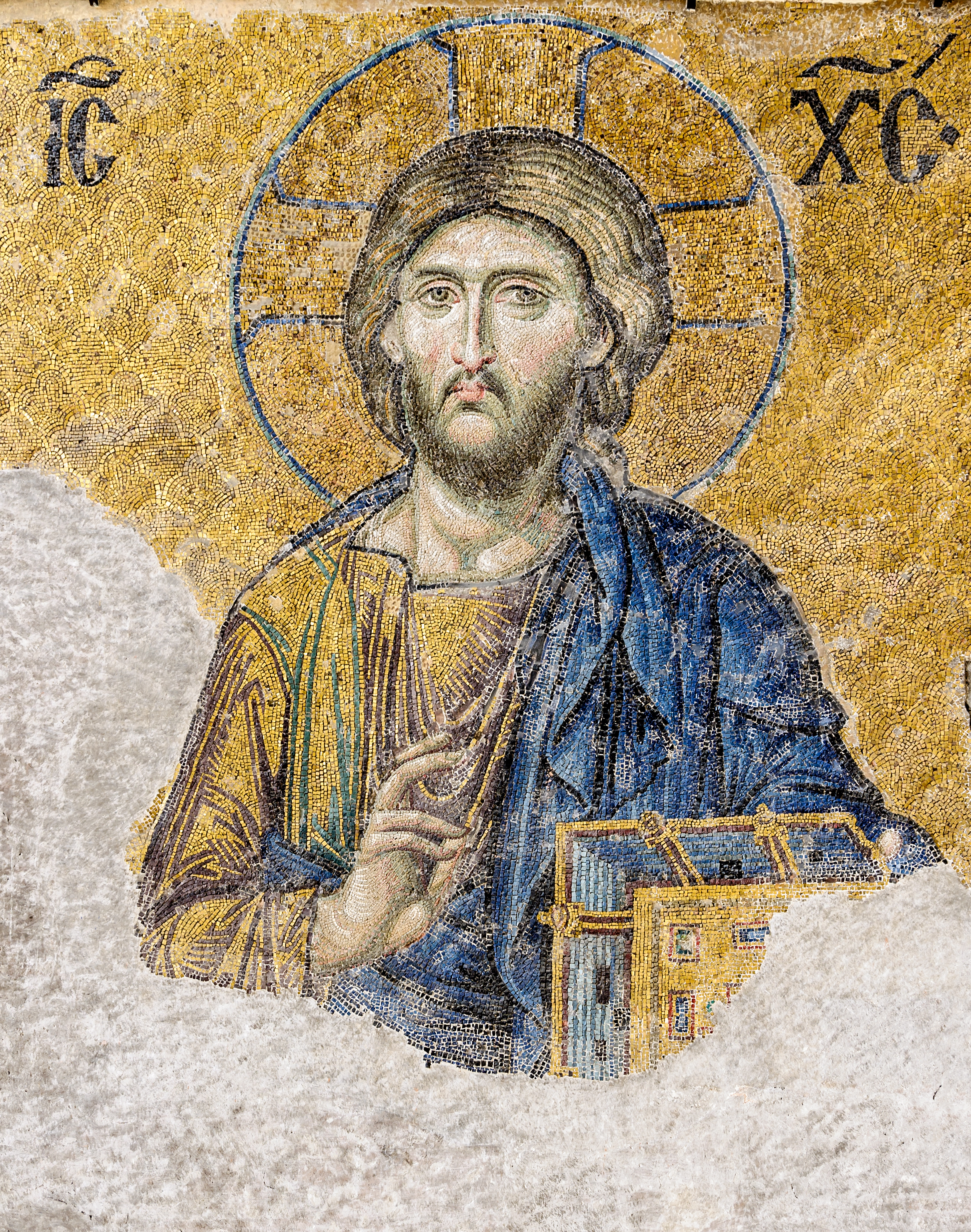
Jesus Christus wird in der Bibel als Wunderbringer beschrieben und von vielen Christen als solcher verehrt.

## Berühmte Thaumaturgen

### Im Altertum
In zeitlicher Reihenfolge:
- Choni der Kreiszieher
- Jesus Christus (siehe auch: Wunder Jesu)
- Chanina ben Dosa
- Apollonios von Tyana

### Im Mittelalter
- Franz von Assisi

## Könige als Thaumaturgen
Bis weit in die Neuzeit wurden die französischen und englischen Könige als Heiler verehrt. In Frankreich wird der Beginn dieses Glaubens auf die Regierungszeit Philipps I. (ca. 1059–1108) datiert, in England auf Eduard den Bekenner. Der König sollte die Skrofeln durch Handauflegen heilen können. Der Begriff Skrofeln leitet sich vom lateinischen Wort scrofula ab, welches so viel wie „Halsdrüsengeschwulst“ bedeutet. Darunter wurden im Mittelalter bis in die frühe Neuzeit Entzündungen der Lymphknoten sowie alle anderen Krankheiten am Hals bezeichnet, die sich durch Entzündungen und Vereiterungen zeigten.
Die Heilung der Skrofeln wird als erstem Robert dem Frommen in der Epitoma Vitae Regis Rotberti Pii des Helgaud von Fleury zugeschrieben. Da dieses Werk den hagiographischen Mustern der damaligen Zeit folgt, ist nicht sicher, ob die königlichen Wunderheilungen tatsächlich stattfanden.
Die Schrift De Pignoribus Sanctorum von Guibert, Abt von Nogent-sous-Coucy, enthält den folgenden Absatz:

„Quid quod dominum nostrum Ludovicum regem consuetudinario uti videmus prodigio? Hos plane, qui scrophas circa jugulum, aut uspiam in corpore patiuntur, ad tactum eius, superadit crucis signo, vidi catervatim, me ei coherente et edam prohibente, concurrere. Quos tamen ille ingenita liberalitate, serena ad se manus obuncans, humillime consignabat. Cuius gloriam miraculi cum Philippus pater ejus alacriter exerceret, nescio quibus incidendbus culpis amisi.“

„Was sage ich? Haben wir nicht gesehen, wie unser Herr, der König Ludwig, das gewohnte Wunder vollbrachte? Ich habe mit eigenen Augen gesehen, wie Kranke, die am Hals oder an anderen Teilen des Körpers von den Skrofeln befallen waren, in Massen herbeiströmten, um sich von ihm berühren zu lassen und das Kreuzeszeichen von ihm zu empfangen. Ich stand dort ganz nahe bei ihm und suchte sie sogar von ihm abzuhalten. Der König jedoch zog sie in seiner angeborenen Großmut mit der erlauchten Hand zu sich heran und bekreuzigte sie überaus demütig. Sein Vater Philipp hatte ebenfalls mit Eifer von dieser wunderbaren Kraft Gebrauch gemacht, doch verlor er sie durch mir unbekannte Sünden, die er auf sich lud.“

Es handelt sich bei der Heilung also um ein gewohntes (consuetudinarius) Wunder, das schon sein Vater (Philipp I.) vollbracht hatte. Spätestens seit diesem Zeitpunkt, also ca. 70 Jahre nach Robert dem Frommen, erwartet man dieses Wunder, und die Fähigkeit dazu wird vererbt.
In England entsteht der Glaube an königliche Heilungskraft zu etwa der gleichen Zeit, wurde jedoch von den Zeitgenossen gerne in die Herrschaft Eduard des Bekenners zurückverlegt. Wilhelm von Malmesbury schreibt in seiner Gesta regum Anglorum, der Glaube, die Heilkraft Eduards habe in seinem königlichen Blut gelegen, sei ein Irrglaube. Dies belegt, dass zu Wilhelms Zeiten dieser „Irrglaube“ verbreitet war.
Das Ende der Ausübung des Heilkultes und damit auch das Ende dieses Volksglaubens kam in England mit der Herrschaft des Hauses Hannover (seit 1714) und in Frankreich mit der Französischen Revolution.

## Rabbis als Wundertäter
Ab dem 9. Jh. sind sogenannte thaumaturgisch handelnde Rabbis, sogenannte Ba'alei Shemot (Sg. hebräisch בַּעַל שֵׁם) bezeugt, die nach jüdischer Praxis der Kabbala Wunder taten. Erzählungen berichten von der Heilung verschiedener Gesundheitsprobleme, von Exorzismen, Eindämmungen von Epidemien, Visionen, Traumdeutungen. Im Judentum vermittelten ähnliche Thaumaturgen schon vor der Entstehung des talmudischen Judentums im 3. Jahrhundert zwischen irdischen Realitäten und spirituellen Bereichen. Im Mittelalter wurden pflanzliche Volksheilmittel, Amulette, zeitgenössische medizinische Heilmittel sowie magische und mystische Lösungen in Übereinstimmung mit den traditionellen kabbalistischen Lehren sowie angepassten lurianischen Richtlinien verwendet. Einer der prominentesten Ba'alei Schemot war Israel ben Eliezer, ein polnischer Rabbiner und mystischer Heiler. Durch seine Lehren wurde die Anwendung der praktischen Kabbala in das chassidische Judentum überführt.